# Sindrom Jacobsenove
Sindrom Jacobsenove ali sindrom po Petri Jacobsen je redek sindrom zaradi kromosomske anomalije v obliki delecije na dolgi ročici kromosoma 11, ki običajno spontano nastane v spolni (germinalni) celici enega od staršev. Kaže se z upočasnjenim telesnim, umskim in psihomotoričnim razvojem, tipičnim izgledom obraza, srčno hibo, trombocitopenijo in drugimi znaki in simptomi.
Bolezen je poimenovana po danski zdravnici Petri Jacobsen, ki je sindrom leta 1973 prva opisala.

## Vzrok
Sindrom Jacobsenove je redek genetski sindrom, za katerega je značilna delna delecija dolge roke kromosoma 11. Več kot 80 % delecij nastane de novo (spontana mutacija, ki se pojavi v spolni celici), ostale pa so posledica dedovanja. Velikost delecije variira od 7 do 20 Mb parov, pojavlja se znotraj ali distalno od regije 11q23.3 in se večinoma razteza do telomere.

## Znaki in simptomi
Znaki in simptomi sindroma se pri posameznih bolnikih zelo razlikujejo. Pri najbolj prizadetih posameznikih se pojavi motnja v razvoju, ki zajema razvoj govora, gibalnih in kognitivnih sposobnosti. Pojavijo se lahko motnje vedenja, kot so kompulzivno vedenje, motnje pozornosti, ADHD, motnje avtističnega spektra ...
Več kot 90 % bolnikov ima že ob rojstvu prisotno trombocitopenijo (zmanjšano število krvnih ploščic). Pogoste so prirojene napake srca, ledvic, prebavil, spolovila, osrednjega živčnega sistema ali okostja. Pojavljajo se tudi težave s sluhom ter imunološki in hormonski zapleti.
Bolniki imajo tudi značilen izraz obraza. Ušesa so manjša in pomaknjena nižje, očesi sta nenormalno razmaknjeni in s povešenimi vekami, v notranjih kotičkih oči je prisotna kožna guba, ustna kotička sta zavihana navzdol, nosni greben je širok, zgornja ustnica je tanka, spodnja čeljust pa majhna. Glava je pogosto nesorazmerno velika (makrocefalija), čelo pa je lahko značilne privzdignjene oblike (trigonocefalija).

## Epidemiologija
Sindrom Jacobsenove se pojavi pri enem od  100.000 otrok. Razmerje med ženskami in moškimi je 2 : 1.

## Prognoza
Približno 20 % otrok umre v prvih dveh letih življenja. Poglaviten vzrok smrti so prirojene srčne hibe, redkeje krvavitve. Pri tistih, ki preživijo, pričakovano trajanje življenja zaenkrat še ni znano.